# United Airlines Sunbird Cup 1980
United Airlines Sunbird Cup 1980, також відомий під назвою United Airlines Tournament of Champions, — жіночий тенісний турнір, що проходив на відкритих кортах з твердим покриттям Grenelefe Golf & Tennis Resort у Гейнс-Сіті (США). Належав до категорії AAAA Colgate Series в рамках Туру WTA 1980. Турнір відбувся вперше і тривав з 29 квітня до 4 травня 1980 року. Відбулись лише змагання в одиночному розряді. На них кваліфікувались гравчині, що впродовж попереднього сезону виграли турнір, де переможниця отримувала 20 тис. доларів. Перша сіяна Мартіна Навратілова виграла титул й отримала за це 50 тис. доларів США.

## Фінальна частина

### Одиночний розряд
Мартіна Навратілова —  Трейсі Остін 6–2, 6–2
- Для Навратілової це був 8-й титул в одиночному розряді за сезон і 42-й — за кар'єру.

## Розподіл призових грошей
| Дисципліна       | П       | F       | 3-тє    | 4-те    | ЧФ     | 1/8    | 1/16   |
| Одиночний розряд | $50,000 | $25,000 | $16,000 | $13,000 | $8,000 | $5,000 | $3,000 |

## Нотатки
1. ↑  Турніри з призовим фондом від 200 ти. доларів